# Aslan Karatsev
Aslan Kasbekovitj Karatsev (russisk: Аслан Казбекович Карацев tr. Aslan Kasbekovitj Karatsev født 4. september 1993 i Vladikavkas, Rusland) er en professionel tennisspiller fra Rusland.